# لا كورونادا
بلدية لا كورونادا (بالإسبانية: La Coronada)‏, هي إحدى بلديات مقاطعة بطليوس, التي تقع في منطقة إكستريمادورا, والتي تقع في غرب إسبانيا.
يبلغ عدد سكانها 2.409 نسمة وفقاً لإحصائية سنة (2002).